# Теория масонского заговора
«Масо́нский заговор» — антимасонская теория заговора, согласно которой тайное общество масонов оказывает влияние на многие значительные исторические события — государственные перевороты, революции, убийства знаменитых и влиятельных людей, управляет или стремится управлять миром.
Сторонники теории считают, что целью масонов является подрыв устоев христианской цивилизации (включая православную Россию) и создание организации, которая способна править миром, заменив суверенные государства и правительства. Большое число таких теорий заговора известно с конца XVIII века. Теория масонского заговора, как предполагалось, призвана «объяснить», в частности, Великую французскую революцию.

## История

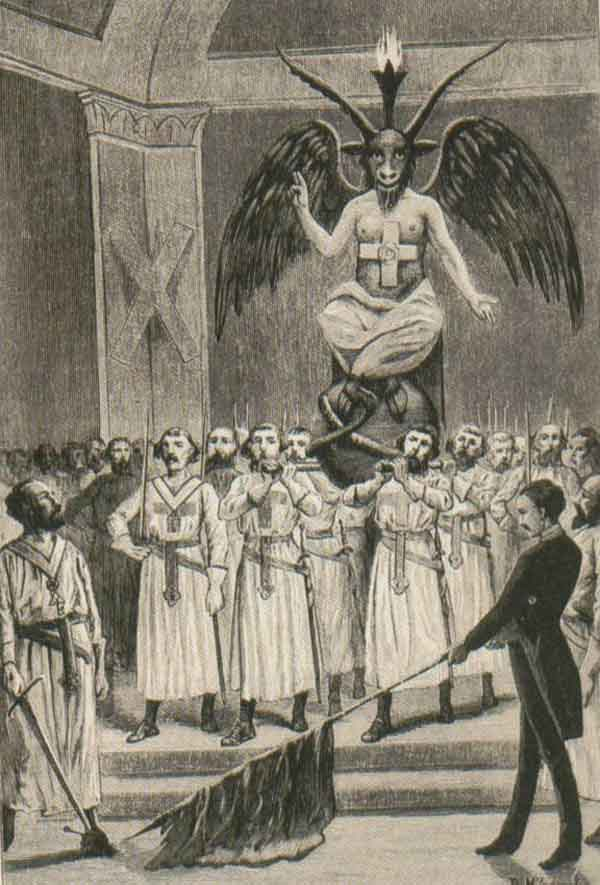
Бафомет на собрании масонской ложи. Иллюстрация к книге «Дьявол в XIX веке»

Неприязнь к масонам как социальное явление возникла в XVIII веке. Как отмечает Дуглас Смит, негативное отношение к масонам на всех общественных уровнях в Российской империи зародилось почти сразу после возникновения первых лож.
После переворота 1741 года императрица Елизавета списывала многие неудачи русского государства, пришедшиеся на период правления Анны Иоанновны, на немцев, а также их приспешников. Распространение масонства, по мнению императрицы, также было частью немецкого влияния. В вину русским вельможам и офицерам, поддерживавшим Анну Иоанновну, вменялось разграбление казны, предательство народа русского и усиление масонского влияния в государстве. Особую поддержку обвинения людей «нрава фримасонского» в упадке государства получили в лице церкви. К числу обвинений в адрес масонов (помимо государственной измены) добавились обвинения в предательстве христианской веры и сатанизме.
Аналогичные обвинения в это время во Франции высказывал аббат Огюстен Баррюэль. Так, в работе 1792 года «Иллюстрированные мемуары истории якобинства» Баррюэль утверждал, что евреи, масоны и иллюминаты преследуют цель свержения европейских монархий и умаления авторитета церкви. Баррюэль называл масонов зачинщиками и виновниками Французской революции, приведшей к великим кровопролитиям.
Доносы на масонов неоднократно приносили Николаю I.
Существенную роль в представлениях о масонстве, как о тайном сатанистском заговоре сыграла также серия книг Лео Таксиля о масонах и их связях с дьяволом и поклонении ему, в которых автор описал мифическое общество палладистов, представительницей которого сделал мадам Воган, на деле являвшуюся его машинисткой. В 1897 году в Париже в стенах Географического общества Таксиль неожиданно для всех почитателей его таланта и особенно для католического духовенства, для которого он в основном и писал свои «исследования», вдруг выступил с публичным разоблачением, что всё написанное им о масонах — мистификация, осуществленная с несколькими помощниками ради разоблачения обскурантизма церковников. Скандал нанёс большой ущерб авторитету церкви, но многие отказывались верить в саморазоблачение Таксиля.
В 1919 году Колчак и члены его правительства выступали против антисемитизма, однако сам Колчак читал «Протоколы сионских мудрецов» и считал, что в них идёт речь о масонском заговоре.
Некоторые авторы обвиняли масонов в русской революции. Особенно это отличало эмигрантов-монархистов, которые были склонны рассуждать о масонском заговоре.
Вальтер Лакер пишет, что «идея всемирного заговора франкмасонов с целью подчинения всего человечества издавна была плотью и кровью доктрины» крайне правых русских националистов. При этом им приходилось игнорировать тот факт, что многие герои русской истории, включая Суворова, Кутузова, Пушкина и др. были масонами.

## Категории
Теории масонского заговора обычно делятся на три категории: политические (контроль масонов над правительствами), религиозные (антихристианские или сатанинские убеждения или обычаи) и культурные. Теории заговора, относящиеся к категории религиозных, приписывают масонам (и тамплиерам) поклонение дьяволу и связь с «оккультизмом». Эти теории берут своё начало с мистификации Лео Таксиля. Один из наиболее известных примеров теории масонского заговора — теория «Нового мирового порядка».

## Положения
Теории масонского заговора обычно включают следующие положения (мифы):
- Масонство является самостоятельной религией и требует веры в «масонского бога»; вера в этого бога противоречит учениям основных религий (чаще всего христианству)[23].
- Большинство масонов не знают о скрытых или секретных руководящих органах в своей организации, которые управляют ими, проводят оккультные ритуалы или контролируют различные уровни государственной власти[24].
- Существует централизованная всемирная организация, которая контролирует все масонские великие ложи, и, таким образом, масонство во всём мире действует единым образом.

## Сторонники
Чаще всего теория масонского заговора используется в качестве одного из доводов представителями консервативных и радикально-националистических слоёв общества во время политических потрясений, как попытка дать им явное объяснение, либо использовать как оружие против своих противников.
К числу сторонников теории принадлежат О. Баррюэль, Ю. Ю. Воробьевский, Д. Робинсон, Г. Бор, Б. Фей, С. Найт, С. А. Нилус, С. Д. Толь, Г. В. Бутми, Н. Н. Абаринов, В. Ф. Иванов, О. А. Платонов и др.

## Аргументы сторонников
Вера в масонский заговор основывается на том, что в истории многие руководители государств, влиятельные и известные люди признавали или им приписывалось участие в какой-либо масонской ложе. Считается, что через них масоны оказывали своё влияние на развитие государств и ход исторических событий.
Популярны различные теории, в которых масонские символы встраиваются в обычные предметы, такие как узоры улиц, национальные символы, корпоративные логотипы и т. д.

## Критика
Теория масонского заговора не имеет документальных подтверждений.
Приверженцы существования подобного заговора не могут обосновать суть этого заговора, и, как правило, ограничиваются общими фразами о принадлежности тех или иных лиц к масонству, будто бы это является предосудительным или противоречит законам государств, в которых существует масонство. Поиск фактов наличия заговора ограничивается простым перечислением поступков, совершённых зачастую в интересах своей страны и её народа. Сама постановка вопроса о том, что масон, находящийся в верхних эшелонах власти, может организовывать заговор, является ошибочным логическим построением. Спектр якобы обнаруженных целей не настолько широк, как в других подобных теориях, и чаще всего всё, что приписывается «масонскому заговору», может в равной степени иметься и других теориях заговора. Диапазон целей и задач «масонского заговора» варьирует от организации козней гражданам до установления мирового господства в виде «Нового мирового порядка» и искоренения всех традиционных религий. Как и в других теориях заговора, не найдено чёткое определение целей, многие из приверженцев затрудняются сказать, а поиск в таких исследованиях смысла становится весьма затруднительным, так как не имеет серьёзных научных исследований и проверяемой информации. Так, Михаил Орлов в книге «История сношений человека с дьяволом» (1904) вполне серьёзно рассказывает о псевдомасонских обрядах, сведения о которых были взяты из работы «доктора Батайля» «Дьявол в XIX веке».
Профессор Свято-Тихоновского гуманитарного университета историк Борис Филиппов утверждает, что миф о тайном заговоре масонов создали иезуиты после Великой французской революции.
В своей работе «Протоколы Сионских Мудрецов и Всемирный Жидомасонский Заговор» Александр Кац подверг серьёзной критике теории «масонского» и «жидомасонского» заговора, выявив спорные моменты и показав всю абсурдность сторонников этих теорий.
Исследователь русского масонства С. В. Аржанухин считает, что слухи о заговоре масонов в XVIII—XIX веках распространяло государство с целью противодействия тайным обществам.

«Русское масонство возникло в процессе формирования светской культуры, это один из первых институтов гражданского общества в России. Понятно, что обвинения в заговоре шли от государства. Потому что у государства и гражданского общества всегда есть конфликт. Но нет никакого документа, который подтверждал бы заговорщический характер этой организации».

По мнению Аржанухина, ни в царские времена, ни в современной России масоны не имеют политического влияния. Той же точки зрения придерживается другой исследователь масонов А. И. Серков. По его словам, во властной верхушке России масонов нет.

## Близкие теории заговора
Популярна идея о том, что масоны управляются евреями, служат их слепым орудием. Эта теория никогда не выдерживала никакой критики, так как в самом начале масонство было исключительно христианизированным сообществом, во многом унаследовавшим принципы, заложенные отцами-основателями. Принципы эти всегда основывались на христианских ценностях. Даже в наши дни в Шведский устав не принимают людей никаких других конфессий, кроме христиан. Главой Шведского устава, так же как и главой церкви Швеции, является король Швеции. Главой Объединённой великой ложи Англии является герцог Кентский, который вряд ли бы мог замыслить заговор против имеющейся у него и его семьи власти. Равно как и многие президенты США, которые были самыми горячими патриотами своей страны и верно служили своему народу на благо и процветание своей страны.
В России в среде радикальных националистов слово «масоны» может служить эвфемизмом для обозначения «евреев», равно как и «хазары».
Распространённой идеей в контексте масонского заговора служит версия о приходе к власти в 1917 году, в России, представителей Великого востока народов России в лице А. Ф. Керенского. Версия на поверку оказывается несостоятельной, так как, недолго пробыв у власти, Керенский с товарищами по партии и ВВНР вынужден был бежать. Всесильность масонов и тут не проявилась, так же как и в случае другой версии о «масонах-большевиках», которые, как утверждается насаждали сионистские порядки в послереволюционной России. Существует документальные свидетельства о том, что молодое советское правительство очищало от масонов властные структуры всех уровней, многие виднейшие представители духовной элиты были высланы из Советской России, вплоть до 1935 года уничтожались остатки организаций, вызывавших хотя бы малейшее подозрение в закрытости и неподотчётности властям. Г. Е. Зиновьев выступил на одном из заседаний Второго интернационала с требованием изгнать масонов из своих рядов.

## В популярной культуре
- «Утраченный символ» (2009), роман американского писателя Дэна Брауна.
- «Пражское кладбище» (2010), роман итальянского учёного и писателя Умберто Эко.